# Metro w Los Teques
Metro w Los Teques (hiszp. Metro de Los Teques) – system metra w mieście Los Teques, stolicy stanu Miranda w północnej Wenezueli. Pierwszy odcinek metra został otwarty 3 listopada 2006 r. W sumie cały system metra w Los Teques ma liczyć 3 linie i 11 stacji.

## Historia budowy
W 1986 r. Ministerstwo Transportu rządu Wenezueli rozpoczęło badania nad studium wykonalności szybkiego systemu kolei miejskiej na obszarze metropolitarnym Los Teques. Budowa ta ma na celu szybkie i sprawne połączenie Los Teques i stolicy kraju Caracas oraz zapewnienie dogodnej komunikacji łącznie z przesiadkami pomiędzy tymi miastami z powodu ich niewielkiej odległości od siebie. 19 października 1998 r. podjęto decyzję o powołaniu spółki C.A Metro de Los Teques jako organu zarządzającego i administrującego cały projekt budowy metra. W 2001 rozpoczęły się pierwsze prace budowlane od stacji Las Adjuntas w Caracas, gdzie obydwa systemy metra się łączą do Alí Primera – pierwszej stacji nowo budowanego systemu Los Teques. Prace miały na celu wybudowanie kilku wiaduktów, dwóch tuneli oraz samej stacji Alí Primera wraz z całą potrzebną infrastrukturą, bez przystanków pośrednich pomiędzy tymi dwoma stacjami. Szacuje się budowa całego tego odcinka metra pochłonęła 800 mln dolarów. Nowo wybudowany odcinek o długości 9,5 km został otwarty 3 listopada 2006 r. i w tym samym dniu rozpoczęły się regularne kursy pociągów. Początkowo pociągi kursowały tylko w godzinach porannego i popołudniowego szczytu, do momentu wybudowania drugiego toru pomiędzy stacjami, którego to budowa zakończyła się w grudniu 2007 r.

## Plan rozbudowy

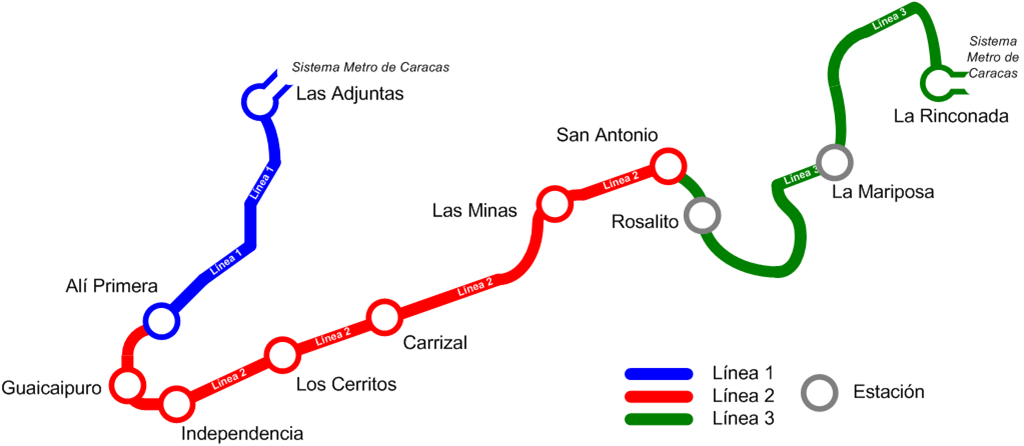
Schemat całej sieci metra w Los Teques, łącznie z odcinkami i stacjami budowanymi i planowanymi

20 marca 2007 formalnie rozpoczęto proces przedłużania istniejącego systemu o kolejne stacje, które formalnie będą częścią linii nr 2. Do 2012 planowana jest budowa 12 km odcinka oraz 5 nowych stacji, z których 3 będą znajdowały się w obrębie Los Teques a 2 pozostałe w obszarze metropolitarnym, gdzie ostatnia stacja linii nr 2 San Antonio ma znajdować się w mieście San Antonio de Los Altos. Po wybudowaniu drugiej linii metra w latach 2012–2015 planowana jest budowa trzeciej, ostatniej linii liczącej łącznie 18,5 i 5 stacji.

## Stacje i linie metra

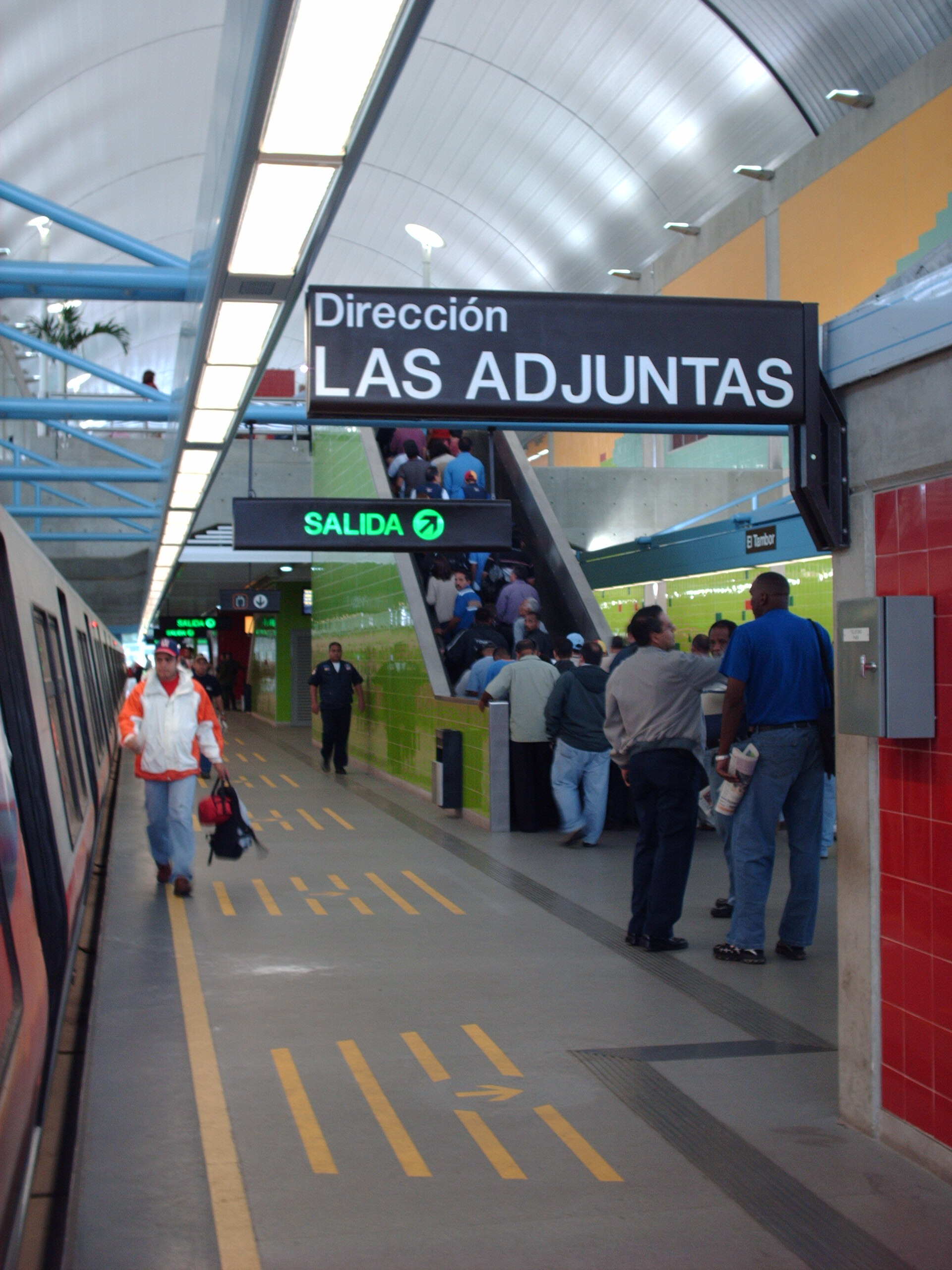
Stacja Alí Primera

| Linia | Stacja       | Stacja       | Długość, km | Dodatkowe informacje           |
| ----- | ------------ | ------------ | ----------- | ------------------------------ |
| 1     | Las Adjuntas | Alí Primera  | 9,5         | funkcjonuje                    |
| 2     | Alí Primera  | Guaicaipuro  | 0,7         | funkcjonuje                    |
| 2     | Guaicaipuro  | Miranda      | 1           | w budowie, uruchomienie w 2013 |
| 2     | Miranda      | Los Cerritos | 1,7         | w budowie, uruchomienie w 2014 |
| 2     | Los Cerritos | Carrizal     | 1,7         | w budowie, uruchomienie w 2014 |
| 2     | Carrizal     | Las Minas    | 4,3         | w budowie, uruchomienie w 2015 |
| 2     | Las Minas    | San Antonio  | 2,5         | w budowie, uruchomienie w 2015 |
| 3     | San Antonio  | La Morita    | 1,5         | planowana                      |
| 3     | La Morita    | San Diego    | 1,6         | planowana                      |
| 3     | San Diego    | Potrerito    | 4,9         | planowana                      |
| 3     | Potrerito    | La Mariposa  | 3           | planowana                      |
| 3     | La Mariposa  | La Rinconada | 7,5         | planowana                      |